# همگام‌سازی (ورزش‌های موتوری)
همگام‌سازی (انگلیسی: Homologation) در ورزش‌های موتوری به فرایند تأیید نوع گفته می‌شود که بر پایهٔ آن یک خودرو، یک میدان مسابقه یا یک قطعهٔ استاندارد شده برای شرکت در یک لیگ یا سری مسابقات مشخص ملزم به دریافت گواهینامه می‌شود. فرایند آزمایش و تصدیق جهت مطابقت با استانداردهای فنی در حوزه‌های قضایی انگلیسی‌زبان معمولاً با عنوان تأیید نوع شناخته می‌شود. آئین‌نامه‌ها و قوانینی که باید رعایت شوند عموماً توسط نهاد ناظر بر سری مسابقات مربوط تعیین می‌شوند.